# Jegrznia
Jegrznia (w górnym biegu: Lega, Małkiń)  – rzeka w Polsce, prawobrzeżny dopływ Biebrzy, niegdyś rzeki Ełk. Od źródeł do jeziora Selmęt Wielki nazywana jest Legą, od wypływu z tego jeziora do Jeziora Stackiego ma nazwę Małkiń.

## Przebieg
Źródła Legi znajdują się na północny wschód od wsi Szarejki, na wschód od wsi Biała Olecka w południowo-zachodnim fragmencie Wzgórz Szeskich, na wysokości około 225 m. Do Biebrzy uchodzi na wysokości około 110 m.
Rzeka ta płynie z Pojezierza Zachodniosuwalskiego przez Pojezierze Ełckie do Kotliny Biebrzańskiej. Lega jest prawobrzeżnym dopływem Biebrzy, uchodzącym w jej 66,2 km. Długość rzeki wynosi 157 km (pomiary z 2007 roku), w tym około 70 km płynie w granicach województwa warmińsko-mazurskiego. Powierzchnia zlewni zajmuje 1011,1 km².
Głównymi dopływami Legi są: Możanka, Czarna, Golubica, Pietraszka, Przepiórka. Rzeka przepływa przez Pojezierze Ełckie i Nizinę Podlaską oraz jeziora: Czarne, Jezioro Oleckie Wielkie, Oleckie Małe, Selmęt Wielki, Stackie, Dręstwo. W specyficzny sposób rzeka zachowuje się przepływając przez Jezioro Oleckie Wielkie, nie rozlewa się w nim, ale zachowuje swój bieg jako strumień.

## Bentos
Badania prowadzone w maju 2008 roku przez studentów kierunku ochrony środowiska Wszechnicy Mazurskiej w Olecku stwierdziły występowanie następujących organizmów:
- ślimaki – błotniarka, zatoczek, rozdepka rzeczna, żyworódka,
- małże – racicznica zmienna, szczeżuja, skójka,
- larwy – chruścików, ochotki, ważki, komara, muchówki, żylenicy,
- pijawki,
- ośliczka wodna,
- oczliki,
- jętki.

## Roślinność
- rdestnica przeszyta
- rogatek sztywny